# Wybory parlamentarne w Belgii w 2014 roku
Wybory parlamentarne w Belgii w 2014 roku zostały przeprowadzone 25 maja 2014. Wyborcy wybierali 150 posłów do Izby Reprezentantów. Frekwencja wyniosła 89,45% (głosowanie obowiązkowe). Wybory odbyły się w terminie po zakończeniu czteroletniej kadencji niższej izby belgijskiego parlamentu.
Razem z wyborami parlamentarnymi przeprowadzono również wybory europejskie oraz wybory regionalne do czterech parlamentów regionalnych i wspólnotowych (flamandzkiego, walońskiego, stołecznego i wspólnoty niemieckojęzycznej). W przeciwieństwie do poprzedniego głosowania nie wybierano członków Senatu – reforma ustrojowa zniosła bowiem bezpośredni wybór senatorów.

## Wyniki wyborów
| Lista wyborcza                                | Głosy     | %    | Mandaty | Zmiana |
| --------------------------------------------- | --------- | ---- | ------- | ------ |
| Nowy Sojusz Flamandzki (N-VA)                 | 1 366 397 | 20,3 | 33      | +6     |
| Partia Socjalistyczna (Walonia) (PS)          | 787 058   | 11,7 | 23      | −3     |
| Chrześcijańscy Demokraci i Flamandowie (CD&V) | 783 040   | 11,6 | 18      | +1     |
| Flamandzcy Liberałowie i Demokraci (Open Vld) | 659 571   | 9,8  | 14      | +1     |
| Ruch Reformatorski (MR)                       | 650 260   | 9,6  | 20      | +2     |
| Partia Socjalistyczna (Flandria) (sp.a)       | 595 466   | 8,8  | 13      | –      |
| Groen                                         | 358 947   | 5,3  | 6       | +1     |
| Centrum Demokratyczno-Humanistyczne (cdH)     | 336 184   | 5,0  | 9       | –      |
| Interes Flamandzki (VB)                       | 247 738   | 3,7  | 3       | −9     |
| Ecolo                                         | 222 524   | 3,3  | 6       | −2     |
| Robotnicza Partia Belgii (PTB/PvdA)           | 251 276   | 3,7  | 2       | +2     |
| Frankofońscy Demokratyczni Federaliści (FDF)  | 121 384   | 1,8  | 2       | +2     |
| Partia Ludowa (PP)                            | 102 581   | 1,5  | 1       | –      |
| Lista Dedeckera (LDD)                         | 28 414    | 0,4  | 0       | −1     |
| Pozostali                                     | 233 707   | 3,4  | 0       | –      |
| Razem                                         | Razem     | 100  | 150     | –      |